# Taricha sierrae
Taricha sierrae  (лат.) — вид тритонов из рода западноамериканских тритонов (лат. Taricha) отряда хвостатых земноводных. Ранее считался подвидом калифорнийского тритона

## Описание
Взрослые животные могут достигать 20 см в длину (самцы крупнее самок). Цвет тритонов может колебаться от светло-коричневого до тёмно-коричневого. Брюхо имеет желтоватую окраску.

## Ареал
Эндемик штата Калифорния (запад США), где обитает в районе горного хребта Сьерра-Невада.

## Образ жизни
Сходен с образом жизни калифорнийского тритона.